# Камбосос, Джордж
Джордж Камбосос младший (англ. George Kambosos Jr., греч. Γεώργιος Καμπόσος; род. 14 июня 1993, Сидней, Новый Южный Уэльс, Австралия) — австралийский боксёр-профессионал, выступающий в лёгкой и первой полусредней весовых категориях.
Среди профессионалов бывший чемпион мира по версии IBO (2023—2024) и бывший чемпион мира по версиям WBA Super (2021—2022), WBO (2021—2022), IBF (2021—2022) и The Ring (2021—2022) в лёгком весе. И также бывший чемпион Азиатско-Тихоокеанского региона по версии IBF Pan Pacific (2017—2021), чемпион Океании по версии WBA Oceania (2016—2018), чемпион Азии по версии PABA (2015—2017), чемпион Австралии (2014—2015), чемпион Нового Южного Уэльса (2013—2014) в лёгком весе.
Лучшая позиция по рейтингу BoxRec — 2-я (ноябрь 2021) и является 2-м (после Лиама Паро) среди австралийских боксёров первой полусредней весовой категории, а по рейтингам основных международных боксёрских организаций занимает: 3-ю строчку рейтинга IBF — входя в ТОП-50 лучших боксёров первого полусреднего веса мира.

## Биография
Джордж Камбосос младший родился 14 июня 1993 года в Сиднее (Австралия) в семье греческого происхождения. Его дедушка и бабушка были родом из города Спарта, и у Камбососа-младшего есть знаменитый военный клич Спартанской армии: «Никогда не отступай, никогда не сдавайся», вытатуированный на его теле в знак уважения к наследию его предков.

## Любительская карьера
В юном возрасте он начал спортивную карьеру играя в регбилиг в юношеской команде Gymea Gorillas, и в детстве над ним часто издевались из-за лишнего веса, поэтому в 11 лет отец записал его в секцию бокса, чтобы улучшить его физическую форму. Камбосос быстро сбросил лишний вес и перешёл в более известную команду Cronulla Sharks, где его тренировал знаменитый Рики Стюарт, но в подростковом возрасте он оказался на перепутье, когда ему пришлось выбирать между боксом и регбилиг. И он решил продолжить свою спортивную карьеру в боксе, где одержал 85 побед в 100 любительских боях, прежде чем стать профессионалом.

## Профессиональная карьера
18 мая 2013 года Джордж Камбосос начал выступать на профессиональном ринге в первом полусреднем весе, и в первом своём профессиональном бою победил техническим нокаутом во 2-м раунде филиппинца Джейсона Мак Гура (1-15-2).
14 декабря 2019 года в Нью-Йорке (США) раздельным решением судей (счёт: 94—95, 97—92, 96—93) победил экс-чемпиона мира американца Микки Бея (23-2-1), выступив в андеркарте боя «Ричард Комми — Теофимо Лопес».
Он был основным спарринг-партнёром легенды — чемпиона мира в восьми весовых категориях Мэнни Пакьяо, пройдя с ним 3 тренировочных лагеря и многому научившись у Пакьяо.

### Отборочный бой по линии IBF
31 октября 2020 года в Лондоне (Великобритания) раздельным решением судей (счёт: 114—115, 118—110, 116—112) победил экс-чемпиона мира британца Ли Селби (28-2) и завоевал статус обязательного претендента на титул чемпиона мира по версии IBF в лёгком весе.

### Чемпионский бой с Теофимо Лопесом
- Основная статья: Теофимо Лопес — Джордж Камбосос[англ.]

В начале января 2021 года стало известно что Международная боксёрская федерация (IBF) объявила конечную дату 6 февраля 2021 года когда должны быть завершены переговоры по бою между абсолютным чемпионом мира по версиям WBA, WBO, IBF, WBC в лёгком весе Теофимо Лопесом (16-0) и обязательным претендентом на титул IBF Джорджем Кэмбососом. И 25 февраля 2021 года состоялись промоутерские торги по бою Лопес—Камбосос на которых победила компания Triller Fight Club (сотрудничающей со звездой рэп-культуры Snoop Dogg) со ставкой $6 018 000, а призовой фонд будет разделён в соотношении 65/35 в пользу чемпиона.
27 ноября 2021 года в Нью-Йорке (США) состоялся бой когда раздельным решение судей (счёт: 115—111, 115—112, 113—114) он победил американца Теофимо Лопеса (16-0). В течение боя Лопес был в нокдауне в 1-м раунде, а Камбосос побывал в нокдауне в 10-м раунде. И Камбосос завоевал титул абсолютного чемпиона мира, включая версии WBA Super (1-я защита Лопеса), WBO (1-я защита Лопеса), IBF (2-я защита Лопеса) и WBC Franchise (1-я защита Лопеса) в лёгком весе.

### Переход в первый полусредний вес
Подписал контракт с известным британским проумоутером Эдди Хирном, который на тот момент являлся промоутером действующего чемпиона Ричардсона Хитчинса.

#### Бой с Джейком Уилли
22 марта 2025 года в Сиднее (Австралия) в главном событии вечера дебютировал в первом полусреднем весе (до 63,5 кг). Соперник - 24-летний соотечественник Джейк Уилли (16-2, 15 КО) был срочной заменой Дауду Йордану, тот отказался от боя по медицинским показаниям. Первые раунды прошли при преимуществе Камбососа, он не спешил и действовал точнее, чувствовалось что классом он выше. Уилли работал больше, но с точностью были проблемы. В середине боя Уилли начал прессинговать, были хорошие эпизоды с попаданиями. Середину боя Камбосос проиграл, он устал и решил отдать инициативу. В 9-м Уилли нанес звёздному сопернику рассечение у левой брови. Собраться Джордж смог только в чемпионских раундах, 10-й и 11-й он выглядел чуть лучше, но в последнем смотрелся очень слабо. Бой оказался намного тяжелее чем ожидалось против бойца принявшего бой на коротком уведомлении. Двое судей посчитали щедро фавориту: 117—111 (дважды), а третий дал более справедливые 115—113 в пользу Камбососа.

#### Чемпионский бой с Ричардсоном Хитчинсом
14 июня 2025 года на малой сцене Madison Square Garden (Нью-Йорк, США) встретился в бою за титул по версии IBF с американским чемпионом Ричардсоном Хитчинсом (19-0, 7 КО). Хитчинс сразу взял бой в свои руки. Контроллировал дистанцию и темп боя. К тому же сразу в глаза бросилась точность чемпиона. Камбосос пытался сблизиться, рвать дистанцию, навязать размен ударами, но неудачно. Хатчинсон имел преимущество в скорости и умело опережал идущего вперёд Камбососа. К 5-му раунду точность боксеров составила: 90 на 29. В 5-м раунде Камбосос пропустил точный в туловище и до конца раунда выживал в защите. У него появилась гематома под правым глазом. После 6-го раунда чемпион взвинтил темп, начал работать первым номером, а Камбососушёл в оборону. В 8-м раунде за минуту до конца Хатчинсон посылает Камбососа в нокдаун ударом по туловищу.  Рефери останавливает бой после отсчёта. ТКО8. Compubox: Чемпион разгромил претендента в точности ударов (205 на 57). Джебы (118-34), силовые (87-23). 

## Статистика профессиональных боёв
В таблице перечислены результаты всех поединков боксёров.
В каждой строке указан результат поединка. Дополнительно номер поединка обозначен цветом, который обозначает итог поединка. Расшифровка обозначений и цветов представлена в нижеследующей таблице.
| Пример | Расшифровка                     |
| ------ | ------------------------------- |
|        | Победа                          |
|        | Ничья                           |
|        | Поражение                       |
|        | Планируемый поединок            |
|        | Поединок признан несостоявшимся |
| КО     | Нокаут                          |
| ТКО    | Технический нокаут              |
| PTS    | Решение судей (по очкам)        |
| UD     | Единогласное решение судей      |
| MD     | Решение большинства судей       |
| SD     | Раздельное решение судей        |
| RTD    | Отказ от продолжения боя        |
| DQ     | Дисквалификация                 |
| NC     | Поединок признан несостоявшимся |

| 26 поединков, 22 победа (10 нокаутом), 4 поражения. | 26 поединков, 22 победа (10 нокаутом), 4 поражения. | 26 поединков, 22 победа (10 нокаутом), 4 поражения. | 26 поединков, 22 победа (10 нокаутом), 4 поражения. | 26 поединков, 22 победа (10 нокаутом), 4 поражения.               | 26 поединков, 22 победа (10 нокаутом), 4 поражения. | 26 поединков, 22 победа (10 нокаутом), 4 поражения. |
| Бой                                                 | Рекорд                                              | Дата боя                                            | Соперник                                            | Место проведения боя                                              | Результат                                           | Дополнительно |
| --------------------------------------------------- | --------------------------------------------------- | --------------------------------------------------- | --------------------------------------------------- | ----------------------------------------------------------------- | --------------------------------------------------- | --- |
| 26                                                  | 22-4                                                | 14 июня 2025                                        | Ричардсон Хитчинс (19-0)                            | Мэдисон Сквер Гарден, Нью-Йорк, США                               | TKO 8 (12), 2:33                                    | Бой за титул чемпиона мира по версии IBF (2-я защита Хитчинса) в 1-м полусреднем весе. |
| 25                                                  | 22-3                                                | 22 марта 2025                                       | Джейк Уилли (16-1)                                  | Qudos Bank Arena, Сидней, Австралия                               | UD 12                                               | Счёт судей: 117-111, 115-113, 117-111. Бой в 1-м полусреднем весе. |
| 24                                                  | 21-3                                                | 12 мая 2024                                         | Василий Ломаченко (17-3)                            | RAC Arena, Перт, Западная Австралия, Австралия                    | TKO 11 (12), 2:49                                   | Бой за вакантный титул чемпиона мира по версии IBF и за титул чемпиона мира по версии IBO (1-я защита Камбососа) в лёгком весе. |
| 23                                                  | 21-2                                                | 22 июля 2023                                        | Макси Хьюз (26-5-2)                                 | Firelake Arena, Шони, Оклахома, США                               | MD 12                                               | Бой за титул чемпиона мира по версии IBO (3-я защита Хьюза), и за статус обязательного претендента на титул чемпиона мира по версии IBF в лёгком весе. |
| 22                                                  | 20-2                                                | 16 октября 2022                                     | Девин Хейни (28-0)                                  | Rod Laver Arena, Мельбурн, Виктория, Австралия                    | UD 12                                               | Счет: 109-119, 110-118 (дважды). Бой за титул абсолютного чемпиона мира по версиям WBA Super (1-я защита Хейни), WBO (1-я защита Хейни), IBF (1-я защита Хейни), WBC (5-я защита Хейни) и The Ring (1-я защита Хейни) в лёгком весе.                                          |
| 21                                                  | 20-1                                                | 5 июня 2022                                         | Девин Хейни (27-0)                                  | Стадион Marvel, Мельбурн, Виктория, Австралия                     | UD 12                                               | Счёт: 110-118, 112-116 (дважды). Бой за титул абсолютного чемпиона мира по версиям WBA Super (1-я защита Камбососа), WBO (1-я защита Камбососа), IBF (1-я защита Камбососа), WBC (4-я защита Хейни) и The Ring (1-я защита Комбососа) в лёгком весе.                          |
| 20                                                  | 20-0                                                | 27 ноября 2021                                      | Теофимо Лопес (16-0)                                | Мэдисон-сквер-гарден, Манхэттен, Нью-Йорк, США                    | SD 12                                               | Счёт: 115-111, 115-112, 113-114. Завоевал титул чемпиона мира, включая версии WBA Super (1-я защита Лопеса), WBO (1-я защита Лопеса), IBF (2-я защита Лопеса) и The Ring (1-я защита Лопеса) в лёгком весе. Лопес в нокдауне в 1-м раунде, Комбосос в нокдауне в 10-м раунде. |
| 19                                                  | 19-0                                                | 31 октября 2020                                     | Ли Селби (28-2)                                     | Уэмбли Арена, Уэмбли, Лондон, Великобритания                      | SD 12                                               | Счёт: 118-110, 116-112, 114-115. Завоевал статус обязательного претендента на титул чемпиона мира по версии IBF в лёгком весе. |
| 18                                                  | 18-0                                                | 14 декабря 2019                                     | Микки Бей (23-2-1)                                  | Мэдисон-сквер-гарден, Нью-Йорк, США                               | SD 10                                               | Счёт: 97-92, 96-93, 94-95. |
| 17                                                  | 17-0                                                | 7 июня 2019                                         | Ричард Пена (11-2-1)                                | Galatsi Olympic Hall, Афины, Греция                               | TKO 6 (10), 1:36                                    | |
| 16                                                  | 16-0                                                | 19 января 2019                                      | Рей Перес (24-10)                                   | MGM Grand, Лас-Вегас, Невада, США                                 | UD 8                                                | Счёт: 80-72 (трижды). |
| 15                                                  | 15-0                                                | 15 июля 2018                                        | Джей-Ар Магбу (17-1-2)                              | Axiata Arena, Куала-Лумпур, Малайзия                              | TKO 2 (8), 2:02                                     | |
| 14                                                  | 14-0                                                | 5 мая 2018                                          | Хосе Фореро (13-6-1)                                | Foxwoods Resort, Машантукет, Коннектикут, США                     | KO 1 (10), 1:48                                     | |
| 13                                                  | 13-0                                                | 13 октября 2017                                     | Край Сеттафон (25-2)                                | The Melbourne Pavilion, Флемингтон, Мельбурн, Виктория, Австралия | TKO 9 (10), 1:59                                    | Завоевал вакантный титул чемпиона Азиатско-Тихоокеанского региона по версии IBF Pan Pacific и защитил титул чемпиона Океании по версии WBA Oceania (1-я защита Камбососа) в лёгком весе.                                                                                      |
| 12                                                  | 12-0                                                | 6 мая 2017                                          | Камил Балла (11-0-1)                                | Vodafone Events Centre, Манукау, Окленд, Новая Зеландия           | UD 10                                               | |
| 11                                                  | 11-0                                                | 2 декабря 2016                                      | Брэндон Огилви (17-1-1)                             | Луна-парк, Сидней, Новый Южный Уэльс, Австралия                   | UD 12                                               | Счёт: 119-110, 118-110, 116-112. Завоевал титул чемпиона Океании по версии WBA Oceania (3-я защита Огилви) в лёгком весе. |
| Бой                                                 | Рекорд                                              | Дата боя                                            | Соперник                                            | Место проведения боя                                              | Результат                                           | Дополнительно |